# وج
ابكى، عرق اكور أو الوَجّ أو عُود الوَجّ أو الوَيْج أو قَصَب الذَّرِيرَة أو خَشَب الذَّرِيرَة أو القُمْحَة أو القَصَب العِطْرِي أو قَصَب الطِّيب أو القَلَم الهِنْدِيّ أو عُودُ الرِّيح نبات اسمه العلمي (.Acorus calamus L أو. Acorus calamus aromaticus L). وهو من صف أحاديات الفلقة، وهو نبتة مائية يشبه مظهرها السوسن، يعطي أزهاراً صفراء في الصيف.

## المنبت والزراعة
ينمو عود الوجّ، الذي يعتقد أن منشأه الهند، في أنحاء كثيرة من العالم، وهو يفضّل التربة الرطبة، ويوجد في الأفلاج وإلى جانب البحيرات والأنهار، وفِي الأماكن السبخة.
ويتم استنباته في الخريف أو أوائل الربيع بتقسيم كتل الجذامير وإعادة زراعتها في المياه الضحلة، وتجنى الجذامير عند الحاجة.

## وصف النبتة
تعد نبتة «الوج» من النباتات المعمرة، ذات طول يتراوح ما بين 30 إلى 100 سم، وفي العادة تشبه زهرة السوسن. يتكون نبات الوج من عناقيد ذات أوراق قاعدية  تنشأ من جذمور متفرع، وأوراقها منتصبة ذات لون أصفر مائل للخضرة وجذرية مع وجود التفافات وردية في القاعدة تشبه السيف بشكلها، ومسطحة ورفيعة ممتدة الطول تتناقص تدريجيا متخذة نهاية حادة، ولها عروق متوازية على سطحها. أوراق نبات الوج لها حواف ناعمة  من الممكن أن تكون متموجة أو مجعدة. ويسهل التميز بين نبات الوج وزهرة السوسن وغيرها من النباتات المشابهة لها عن طريق الحواف المجعدة التي يمكن رؤيتها بوضوح على أوراقها، ومن الرائحة العطرية التي تنبعث من النبتة بعد سحقها أو من خلال الطلع.
ينبثق جذر النبتة  شبه المنتصب من جانب واحد من جذع الزهرة. طلع النبتة صلب وأسطواني ومدبب من كلا النهايتين ويتراوح طوله من 5 إلى 10 سم، ويتميز طلعها بكثافته مع وجود الأزهار الصغيرة  الخضراء المائلة للأصفر. كل زهرة تتكون من ست بتلات وأسدية (مفردها سداة: العضو الذكري في الزهرة) مغلفة بالطبقة الخارجة للزهرة على شكل ستة تقسيمات محيطة بالمبيض ذي الثلاث حجرات، والمبيض يستطيل ويمتد مشكلا الميسم، وزهرة نبات الوج مميزة برائحتها العطرية الجميلة. في أوروبا تظهر زهورها في أواخر فصل الربيع أو أوائل فصل الصيف ولكن عادة لا تؤتي ثمارها في هذا الوقت من السنة، وعندما تؤتي ثمارها  وهي ثمرة التوت الغنية بمادة مخاطية، والمادة المخاطية هي خليط من الزيوت، وعندما تنضج الثمرة تسقط في الماء وتنتشر المادة المخاطية في الماء. في اسيا نادرا ما تثمر، وهي تتكاثر عن طريق نمو الجذمور مكونة مجموعات.
جذمور نبتة الوج  متفرع أسطواني الشكل وكثير العقد، وذو  سمك يعادل حجم إصبع الإنسان، ولها العديد من الجذور الليفية الخشنة تحت الجذمور، وسطحه الخارجي ذو لون بني وداخله لونه ابيض.

## الأسماء
بالإضافة إلى «قصب الذريرة» و «الوج» هي مشهورة بأسماء أخرى مثل «عود الوج» و «الأيكر الطبي» و«عود الأيكر» و «أقورون» و«عرق الأكر».
ومشهورة بالأسماء الغربية التالية: «beewort ، bitter pepper root، calamus root ، flag root ، gladdon ، myrtle flag، myrtle grass، myrtle root، myrtle sedge ، pine root ، rat root ، sea sedge ، sweet cane ، sweet cinnamon ،  sweet grass ، sweet myrtle ، sweet root ، sweet rush و sweet sedge .[2]»  

## أصل الاسم
الاسم العام هو الكلمة اللاتينية " acorus"، المشتقة من اليونانية " άχόρου áchórou" من العالم «ديسقوريدس». كلمة άχόρου نفسها مشتقة من كلمة " κόρη (kóri)" التي تعني بؤبؤ العين، وذلك لأن العصير المأخوذ من جذور النبتة يستخدم في علاج أمراض العين (اسوداد العين). [6][7][8]
الاسم الخاص calamus  (تعني القصب) مشتقة من اليونانيةκάλαμος kálamos تعني قصب التي تنسب إلى اللاتينية  "culmus" (تعني ساق) واللغة الإنجليزية القديمة healm (تعني قش)، ومستمدة من اللغة الهندية الأوروبية البدائية " kole-mo" (يعتقد أنها تعني العشب أو القصب). الكلمة العربية قلم والسنسكريتية "कलम " kaláma وتعني القصب المستخدم كالقلم، ومصدر الأرز ويعتقد أنها استعيرت من اليونانية. [9][10][11][12]
واسم قصب البذيره عائد إلى رائحتها الحلوة وتشابهها بسلالات نبتة السوسن iris والتي اشتهرت بالبذيرة (flag) في الإنجليزية منذ أواخر القرن الرابع عشر. [13][14]

## الأنواع ذات الصِّلة
الوجّ الصيني (A. gramineus) عشبة صينية قريبة جداً من عود الوجّ وتستخدم طبياً لكثير من الحالات التي يعالجها، والوج الأمريكي (A. calamus var. americanus) وهو الذي يزرع في الولايات المتحدة ويختلف عنه بأن الأخير لا يحتوي على الأسارون.

## المكونات الرئيسيّة
- زيت طيار: الأسارون (باستثناء الوجّ الأمريكي فإنه لا يحتوي على الأسارون بل على تربنات أحادية نصفية).

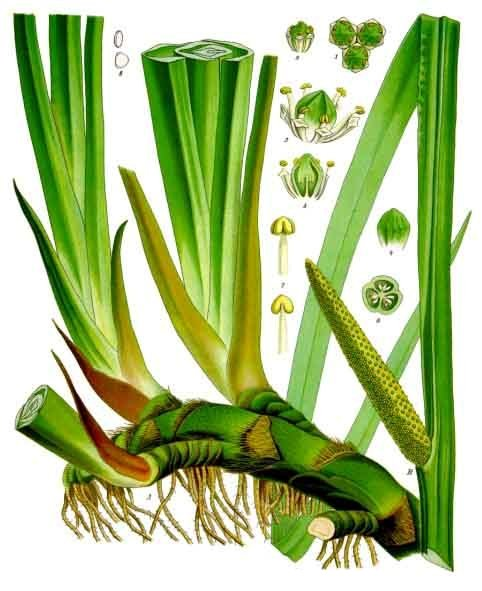
جذمور غضّ

- صابونيات.
- عنصر مر (الأكورين).
- لثأ.[12]

## السلامة والتنظيم
تم حظرالوَجّ والمنتجات المشتقة منه مثل الزيت كغذاء بشري أو كُمضاف غذائي في عام 1968م من قبل إدارة الغذاء والدواء الأمريكية،  وكان حظر هيئة الغذاء والدواء الأمريكية نتيجة للدراسات المختبرية التي شملت تكملة النظم الغذائية للحيوانات المخبرية على مدى فترة طويلة من الزمن مع جرعات ضخمة من المواد الكيميائية المعزولة «بيتا-أسارون» من سلالة جامو الهندي من كالاموس. وطورت الحيوانات الأورام، ووصف النبات بالمسرطن.
يقول ويكتل: «ليس من الواضح ما إذا كانت التأثيرات المسرطنة الملحوظة على الفئران ذات صلة بالكائن البشري». ومع ذلك فإن معظم المصادر تنصح بالحذر من تناول سلالات أخرى غير السلالة الثنائية الصبغية.
في الواقع أن «بيتا-أسارون» ليس سامًا أو مسرطنًا للكبد بشكل مباشر. إذ يجب أولًا أن يخضع لعملية الاستقلاب بإضافة مجموعة «الهيدروكسيل» في الكبد قبل تحقيق السمية، والحبيبات الصبغية في خلايا الكبد هي المسؤولة عن إفراز إنزيمات التحلل التي تحول «بيتا-أسارون» في هيكل «الإيبوكسيد الجيني». حتى مع تفعيل هذه المستَقْلبات فإن قدرتها على التسبب بالسرطان منخفضة جدًا بسبب التحطم السريع لبقايا «الإيبوكسيد» من قبل إنزيم التحلل، محولًا إياها إلى مركبات خاملة.  بالإضافة إلى ذلك، فإن المستقبل الرئيسي من «بيتا-أسارون» هو (2,4,5 -تريميثوكسيسيناميك 2,3,5 trimethoxycinnamic acid) وهو مادة مشتقة وبالتالي ليست مادة مسرطنة.